# 马尔西尼苏蒂勒
马尔西尼苏蒂勒（法語：Marcigny-sous-Thil，法語發音：[maʁsiɲi su til]）是法国科多尔省的一个市镇，属于蒙巴尔区。

## 地理
马尔西尼苏蒂勒（47°23'26"N, 4°23'1"E）面积4.97 平方千米，位于法国勃艮第-弗朗什-孔泰大區科多尔省，该省份为法国中东部省份，北起奥布省，西接涅夫勒省和约讷省，南至索恩-卢瓦尔省，东南接汝拉省，东临上索恩省，东北部与上马恩省接壤。
与马尔西尼苏蒂勒接壤的市镇（或旧市镇、城区）包括：布里亚尼、布罗、克拉姆雷、楠苏蒂勒。

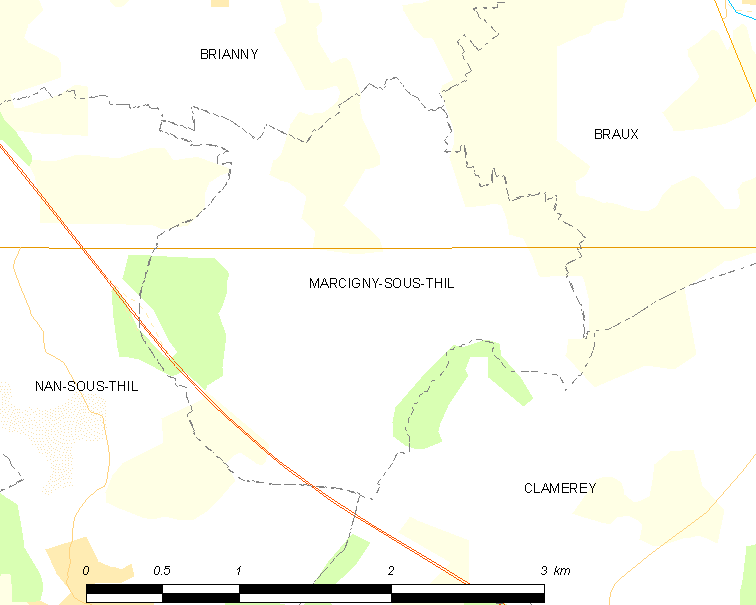
马尔西尼苏蒂勒的OSM定位图

马尔西尼苏蒂勒的时区为UTC+01:00、UTC+02:00（夏令时）。

## 行政
马尔西尼苏蒂勒的邮政编码为21390，INSEE市镇编码为21380。

## 政治
马尔西尼苏蒂勒所属的省级选区为欧苏瓦地区瑟米尔县。

## 人口

1962-2008年间马尔西尼苏蒂勒人口变化图示

马尔西尼苏蒂勒于2022年1月1日时的人口数量为55人。